# Džisr az-Zarká
Džisr az-Zarká (arabsky جـِسـْر الزرقاء‎, hebrejsky גִ׳סְּר א-זַּרְקָא, v oficiálním přepisu do angličtiny Jisr az-Zarqa, přepisováno též Jisr az-Zarka) je místní rada (malé město) v Izraeli, v Haifském distriktu.

## Geografie
Leží v nadmořské výšce 17 m na břehu Středozemního moře v Izraelské pobřežní planině, přibližně 52 km severoseverovýchodně od centra Tel Avivu a 32 km jihojihozápadně od centra Haify. Severně od obce ústí do moře vádí Nachal Taninim, do kterého podél východního okraje města přitéká od jihu i vádí Nachal Ada.
Džisr az-Zarká se nachází v hustě osídlené krajině s částečně dochovanými oblastmi zemědělsky využívané půdy. Město je osídleno izraelskými Araby a tvoří tak arabskou enklávu v jinak zcela židovském osídlení tohoto regionu. Jde o jediné čistě arabské sídlo v Izraeli, které leží přímo na břehu Středozemního moře. Džisr az-Zarká je na dopravní síť napojena pomocí severojižního tahu Dálnice číslo 2

## Dějiny

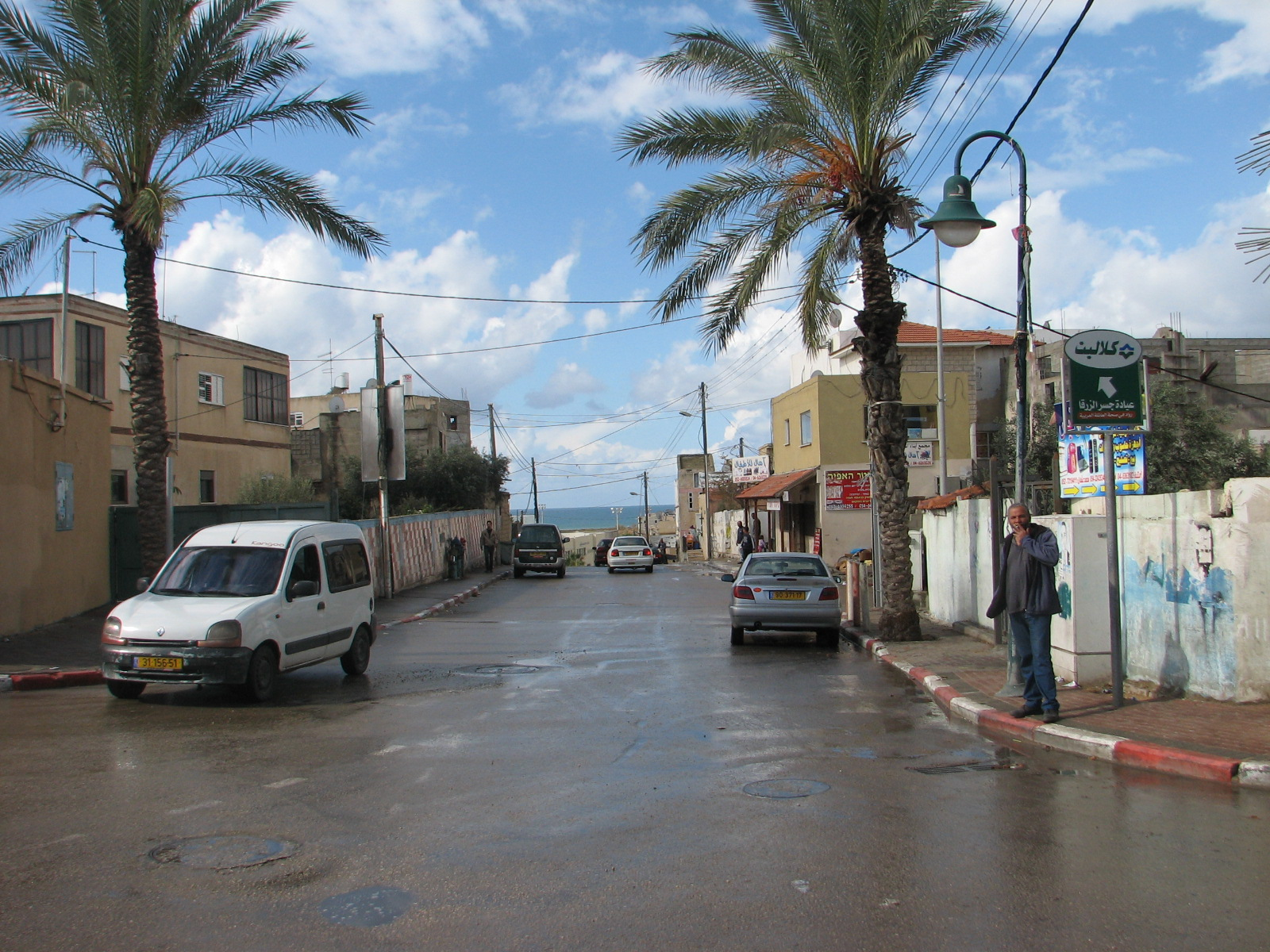
Ulice v Džisr az-Zarká

Džisr az-Zarká je arabské město, které se během 20. století vyvinulo z původní menší vesnice, vzniklé v 19. století migrací arabských Beduínů z Jordánského údolí. Ti se usadili zde na písečných dunách, na okraji tehdy močálovité pobřežní krajiny. S postupným vysoušením močálů během 20. let 20. století  se arabské osídlení koncentrovalo do nynější lokality.

Během první arabsko-izraelské války v roce 1948 byla obec dobyta izraelskými silami, ale nedošlo k jejímu vysídlení. V roce 1961 Džisr az-Zarká získala status místní rady. Zástavba postupně vyplnila prakticky všechny volné plochy, přičemž územní expanze není možná, protože okolní pozemky patří pod jurisdikci sousedních židovských sídel. Vedení města proto požaduje, aby jeho správní hranice byly rozšířeny. Zástavbu tvoří soukromé domy s maximální výškou 4 poschodí. Obec patří ekonomicky mezi nejslabší sídla v Izraeli, 67 % obyvatel má příjem pod hranicí minimální mzdy a nezaměstnanost je 30 %.

## Demografie
Džisr az-Zarká prožila mimořádný populační růst. Ještě v roce 1945 šlo o vesnici, kde žilo jen cca 600 obyvatel.
Podle údajů z roku 2005 tvořili 99,9 % obyvatel v Džisr az-Zarká muslimští Arabové. Jde o středně velké sídlo městského typu s dlouhodobě rostoucí populací. K 31. prosinci 2017 zde žilo 14 400 lidí.
| Rok            | 1945 | 1955  | 1961  | 1972  | 1980  | 1983  | 1990  | 1993  | 1994  | 1995  | 1996  | 1997  | 1998  | 1999  | 2000  |
| -------------- | ---- | ----- | ----- | ----- | ----- | ----- | ----- | ----- | ----- | ----- | ----- | ----- | ----- | ----- | ----- |
| Počet obyvatel | 620  | 1 300 | 1 607 | 2 928 | 4 600 | 4 973 | 6 700 | 7 500 | 7 800 | 7 835 | 8 300 | 8 500 | 8 800 | 9 100 | 9 500 |

| Rok            | 2001  | 2002   | 2003   | 2004   | 2005   | 2006   | 2007   | 2008   | 2009   | 2010   | 2011   | 2012   | 2013   | 2014   | 2015   | 2016   | 2017   |
| -------------- | ----- | ------ | ------ | ------ | ------ | ------ | ------ | ------ | ------ | ------ | ------ | ------ | ------ | ------ | ------ | ------ | ------ |
| Počet obyvatel | 9 800 | 10 200 | 10 500 | 10 800 | 11 100 | 11 400 | 11 700 | 11 946 | 12 395 | 12 700 | 12 900 | 13 500 | 13 400 | 13 700 | 14 000 | 14 200 | 14 400 |